# 야마우치 야스토요

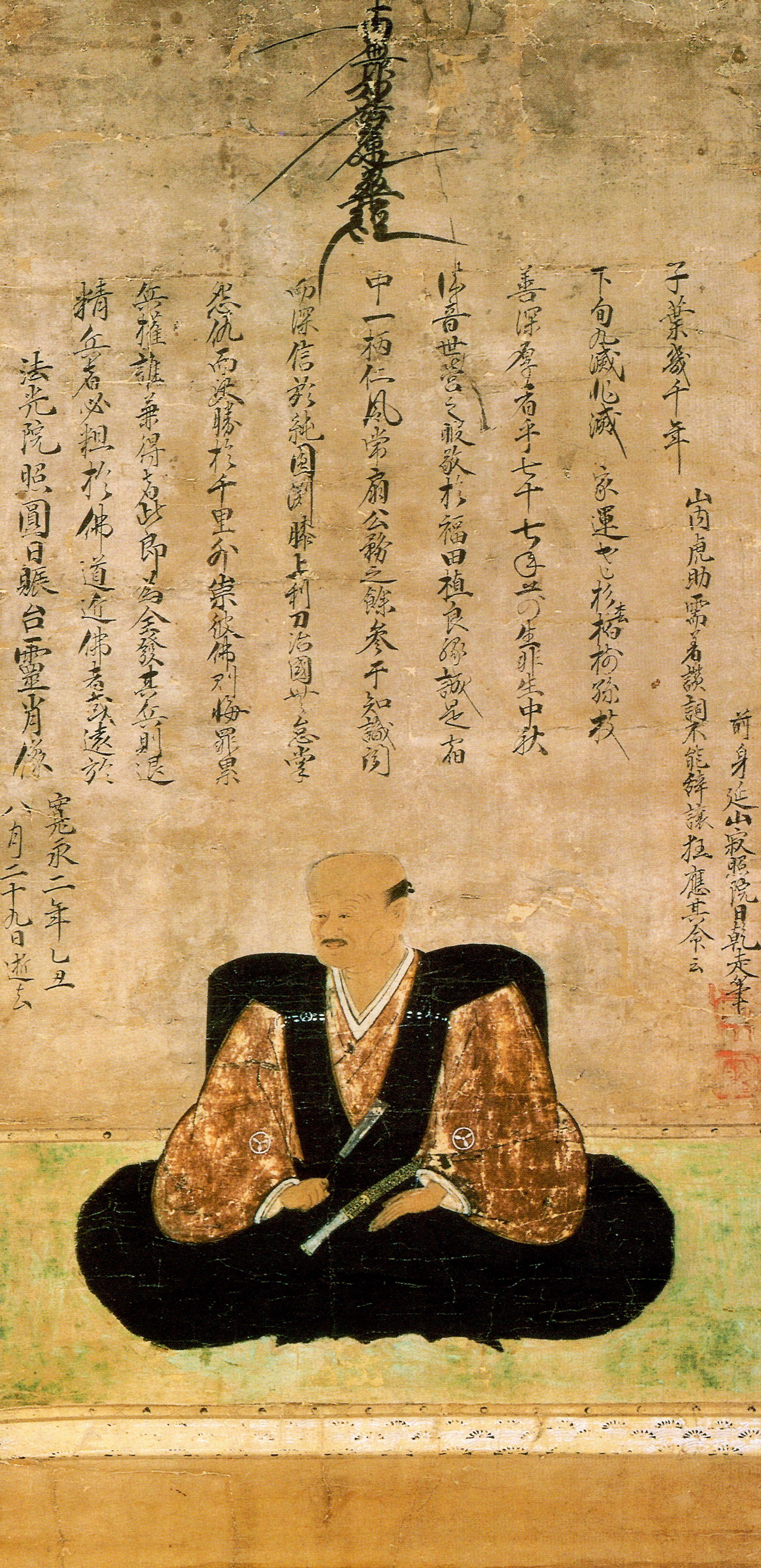
야마우치 야스토요

야마우치 야스토요(일본어: 山内康豊, 1549년 ~ 1625년 9월 30일)는 센고쿠 시대부터 에도 시대 전기까지의 무장, 다이묘이다. 도사 나카무라번의 초대 번주를 지냈다. 도사번주 야마우치 가즈토요의 동복 동생이다. 야마우치 종가 당주 야마우치 다다요시의 친부이기도 하다. 현재 야마우치씨 당주의 직계 조상이기도 하다.
|  | 제1대 도사 나카무라번 번주 (야마우치가) 1601년 ~ 1625년 | 후임 야마우치 마사토요 |